# Batalia

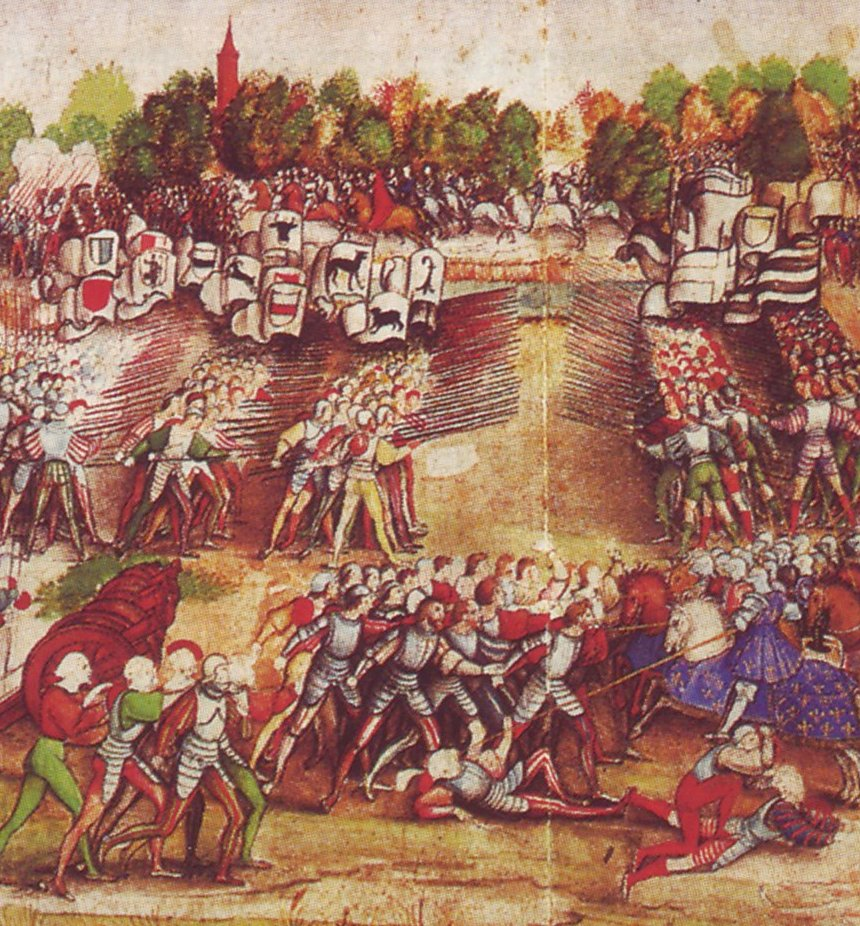
Walka batalii w XVI wieku (fragment bitwy pod Marignano)

Batalia (od wł. battagliare – walczyć, wojować) – rodzaj zwartego czworobocznego szyku bojowego piechoty stosowanego w XV i XVI wieku.
Batalia była czworobokiem piechoty formowanym przede wszystkim przez szwajcarskich piechurów i lancknechtów. Jako formacja nigdy nie występowała pojedynczo; w każdej bitwie (niezależnie od ilości piechoty) tworzono 3 batalie. Łączna liczba piechurów zgromadzonych w bataliach mogła dochodzić do kilkudziesięciu tysięcy. Podczas starcia posuwały się one schodami, w marszu równomiernym, wykonywanym w takt uderzeń bębna. Dzięki zastosowaniu długich pik i możliwości obrony okrężnej były trudne do rozbicia nawet atakami ciężkiej jazdy. W zwarciu nie łamały szeregów oraz dysponowały ogromną siłą uderzeniową. Zwalczano je za pomocą artylerii, a osmańscy Turcy walczyli z nimi za pomocą szarż jazdy skierowanymi na skraj (rogi) czworoboków. 
Batalie były powszechnie stosowanym szykiem w Europie Zachodniej, a zanikły dopiero w połowie XVI wieku wskutek znacznego rozwoju artylerii polowej. Francuzi nazywali pierwszą batalię awangardą, a ostatnią (trzecią) – ariergardą, skąd później mianem awangardy określano tradycyjnie straż przednią, zaś ariergardy – straż tylną, jedynie centrum szyku bojowego wciąż nazywano batalią. Niekiedy pojęcie to w literaturze odnosi się jedynie do zwartego oddziału piechoty lub kawalerii.  
Później terminu tego używano również dla określenia części ogólnego ugrupowania wojska na polu bitwy. Jest też źródłosłowem zdrobniałego określenia „batalion” (wł. battaglione) jako mniejszej jednostki taktycznej.